# Tebaína
La tebaína es uno de los numerosos alcaloides presentes en el opio. Químicamente similar a la codeína y a la morfina, se usa principalmente para crear derivados sintéticos, como la oxicodona y la naloxona.

## Historia
La tebaína fue descubierto por Pierre Joseph Pelletier en 1833 la estructura fue aclarada por Clemens Schöpf. El nombre deriva de la ciudad egipcia de Tebas, que, desde la antigüedad, comerciaba con opio y, en los siglos XVIII y XIX, se convirtió en un gran centro de este comercio; de allí procedía el opio Thebaicum, una masa en polvo hecha de opio, en la Edad Media.

## Efecto secundarios
La tebaína es más estimulante, pero un analgésico más débil que la morfina, inhibe la colinesterasa y causa calambres (convulsiones) similares a estricnina en altas concentraciones.
La tebaína está cubierto por la Ley de Estupefacientes.

## Uso clínico
La tebaína se usa para producir buprenorfina usando la reacción Diels-Alder. Además, la oxicodona, la naloxona, nalbufina, la oximorfona y la etorfina pueden sintetizarse a partir de la tebaína.